# Lista de ministros do Desenvolvimento, Indústria, Comércio e Serviços do Brasil
Esta é uma lista de ministros do Desenvolvimento, Indústria, Comércio e Serviços do Brasil.
O ministério foi criado pela lei nº 3.782 de 22 de julho de 1960 durante o governo do presidente Juscelino Kubitschek. Durante o governo do presidente Fernando Collor de Mello foi extinto e suas atribuições divididas em outros ministérios. Foi recriado no governo do presidente Itamar Franco  e extinto no governo do presidente Jair Bolsonaro, recriado novamente no terceiro mandato do presidente Luiz Inácio Lula da Silva.

## República Nova(4.ª República)
| Nº | Foto | Nome                         | Órgão                              | Início                 | Fim                    | Presidente    |
| -- | ---- | ---------------------------- | ---------------------------------- | ---------------------- | ---------------------- | ------------- |
| 1  |      | Artur Bernardes Filho        | Ministério da Indústria e Comércio | 31 de janeiro de 1961  | 25 de agosto de 1961   | Jânio Quadros |
| 2  |      | Ulysses Guimarães            | Ministério da Indústria e Comércio | 8 de setembro de 1961  | 18 de setembro de 1962 | João Goulart  |
| 3  |      | Otávio Augusto Dias Carneiro | Ministério da Indústria e Comércio | 19 de setembro de 1962 | 24 de janeiro de 1963  | João Goulart  |
| 4  |      | Antônio Balbino              | Ministério da Indústria e Comércio | 24 de janeiro de 1963  | 27 de junho de 1963    | João Goulart  |
| 5  |      | Egídio Michaelsen            | Ministério da Indústria e Comércio | 27 de junho de 1963    | 31 de março de 1964    | João Goulart  |

## Ditadura militar(5.ª República)
| Nº | Foto                 | Nome                             | Órgão                              | Início                  | Fim                     | Presidente               |
| -- | -------------------- | -------------------------------- | ---------------------------------- | ----------------------- | ----------------------- | ------------------------ |
| 6  |                      | Otávio Gouveia de Bulhões        | Ministério da Indústria e Comércio | 4 de abril de 1964      | 15 de abril de 1964     | Ranieri Mazzilli         |
| 7  |                      | Daniel Agostinho Faraco          | Ministério da Indústria e Comércio | 15 de abril de 1964     | 13 de janeiro de 1966   | Humberto Castelo Branco  |
| 8  |                      | Paulo Egydio Martins             | Ministério da Indústria e Comércio | 13 de janeiro de 1966   | 15 de março de 1967     | Humberto Castelo Branco  |
| 9  |                      | Edmundo de Macedo Soares e Silva | Ministério da Indústria e Comércio | 15 de março de 1967     | 31 de agosto de 1969    | Costa e Silva            |
| 9  | 31 de agosto de 1969 | Edmundo de Macedo Soares e Silva | Ministério da Indústria e Comércio | 30 de outubro de 1969   | Junta militar de 1969   |                          |
| 10 |                      | Fábio Riodi Yassuda              | Ministério da Indústria e Comércio | 30 de outubro de 1969   | 23 de fevereiro de 1970 | Emílio Garrastazu Médici |
| 11 |                      | Pratini de Moraes                | Ministério da Indústria e Comércio | 24 de fevereiro de 1970 | 15 de março de 1974     | Emílio Garrastazu Médici |
| 12 |                      | Severo Gomes                     | Ministério da Indústria e Comércio | 15 de março de 1974     | 8 de fevereiro de 1977  | Ernesto Geisel           |
| 13 |                      | Ângelo Calmon de Sá              | Ministério da Indústria e Comércio | 9 de fevereiro de 1977  | 15 de março de 1979     | Ernesto Geisel           |
| 14 |                      | João Camilo Penna                | Ministério da Indústria e Comércio | 15 de março de 1979     | 21 de agosto de 1984    | João Figueiredo          |
| 15 |                      | Murilo Badaró                    | Ministério da Indústria e Comércio | 22 de agosto de 1984    | 15 de março de 1985     | João Figueiredo          |

## Nova República(6.ª República)
| Nº      | Foto                                                           | Nome                           | Órgão                                                         | Início                  | Fim                     | Presidente                |
| ------- | -------------------------------------------------------------- | ------------------------------ | ------------------------------------------------------------- | ----------------------- | ----------------------- | ------------------------- |
| 16      |                                                                | Roberto Herbster Gusmão        | Ministério da Indústria e Comércio                            | 15 de março de 1985     | 14 de fevereiro de 1986 | José Sarney               |
| 17      |                                                                | José Hugo Castelo Branco       | Ministério da Indústria e Comércio                            | 14 de fevereiro de 1986 | 4 de agosto de 1988     | José Sarney               |
| 18      |                                                                | Luiz André Rico Vicente        | Ministério da Indústria e Comércio                            | 5 de agosto de 1988     | 17 de agosto de 1988    | José Sarney               |
| 19      |                                                                | Roberto Cardoso Alves          | Ministério da Indústria e Comércio                            | 17 de agosto de 1988    | 14 de fevereiro de 1989 | José Sarney               |
| 19      | Ministério do Desenvolvimento Industrial, Ciência e Tecnologia | Roberto Cardoso Alves          | 16 de fevereiro de 1989                                       | 14 de março de 1990     |                         | José Sarney               |
| Extinto | Extinto                                                        | Extinto                        | Extinto                                                       | 12 de abril de 1990     | 19 de outubro de 1992   | Fernando Collor           |
| 20      |                                                                | José Eduardo de Andrade Vieira | Ministério da Indústria, do Comércio e do Turismo             | 19 de outubro de 1992   | 23 de dezembro de 1993  | Itamar Franco             |
| 21      |                                                                | Ailton Barcelos Fernandes      | Ministério da Indústria, do Comércio e do Turismo             | 23 de dezembro de 1993  | 25 de janeiro de 1994   | Itamar Franco             |
| 22      |                                                                | Élcio Álvares                  | Ministério da Indústria, do Comércio e do Turismo             | 25 de janeiro de 1994   | 1 de janeiro de 1995    | Itamar Franco             |
| 23      |                                                                | Dorothea Werneck               | Ministério da Indústria, do Comércio e do Turismo             | 1 de janeiro de 1995    | 30 de abril de 1996     | Fernando Henrique Cardoso |
| 24      |                                                                | Francisco Dornelles            | Ministério da Indústria, do Comércio e do Turismo             | 6 de maio de 1996       | 30 de março de 1998     | Fernando Henrique Cardoso |
| 25      |                                                                | José Botafogo Gonçalves        | Ministério da Indústria, do Comércio e do Turismo             | 30 de março de 1998     | 31 de dezembro de 1998  | Fernando Henrique Cardoso |
| 26      |                                                                | Celso Lafer                    | Ministério do Desenvolvimento, Indústria e Comércio           | 1 de janeiro de 1999    | 18 de julho de 1999     | Fernando Henrique Cardoso |
| 27      |                                                                | Clóvis Carvalho                | Ministério do Desenvolvimento, Indústria e Comércio Exterior  | 19 de julho de 1999     | 8 de setembro de 1999   | Fernando Henrique Cardoso |
| 28      |                                                                | Alcides Lopes Tápias           | Ministério do Desenvolvimento, Indústria e Comércio Exterior  | 14 de setembro de 1999  | 31 de julho de 2001     | Fernando Henrique Cardoso |
| 29      |                                                                | Sérgio Amaral                  | Ministério do Desenvolvimento, Indústria e Comércio Exterior  | 1 de agosto de 2001     | 31 de dezembro de 2002  | Fernando Henrique Cardoso |
| 30      |                                                                | Luiz Fernando Furlan           | Ministério do Desenvolvimento, Indústria e Comércio Exterior  | 1 de janeiro de 2003    | 29 de março de 2007     | Luiz Inácio Lula da Silva |
| 31      |                                                                | Miguel Jorge                   | Ministério do Desenvolvimento, Indústria e Comércio Exterior  | 29 de março de 2007     | 31 de dezembro de 2010  | Luiz Inácio Lula da Silva |
| 32      |                                                                | Fernando Pimentel              | Ministério do Desenvolvimento, Indústria e Comércio Exterior  | 1 de janeiro de 2011    | 14 de fevereiro de 2014 | Dilma Rousseff            |
| 33      |                                                                | Mauro Borges Lemos             | Ministério do Desenvolvimento, Indústria e Comércio Exterior  | 14 de fevereiro de 2014 | 1 de janeiro de 2015    | Dilma Rousseff            |
| 34      |                                                                | Armando Monteiro               | Ministério do Desenvolvimento, Indústria e Comércio Exterior  | 1 de janeiro de 2015    | 12 de maio de 2016      | Dilma Rousseff            |
| 35      |                                                                | Marcos Pereira                 | Ministério da Indústria, Comércio Exterior e Serviços         | 12 de maio de 2016      | 3 de janeiro de 2018    | Michel Temer              |
| 36      |                                                                | Marcos Jorge de Lima           | Ministério da Indústria, Comércio Exterior e Serviços         | 4 de janeiro de 2018    | 1 de janeiro de 2019    | Michel Temer              |
| Extinto | Extinto                                                        | Extinto                        | Extinto                                                       | 1 de janeiro de 2019    | 31 de dezembro de 2022  | Jair Bolsonaro            |
| 37      |                                                                | Geraldo Alckmin                | Ministério do Desenvolvimento, Indústria, Comércio e Serviços | 1 de janeiro de 2023    | —                       | Luiz Inácio Lula da Silva |